# تاريخ الشاي في الصين

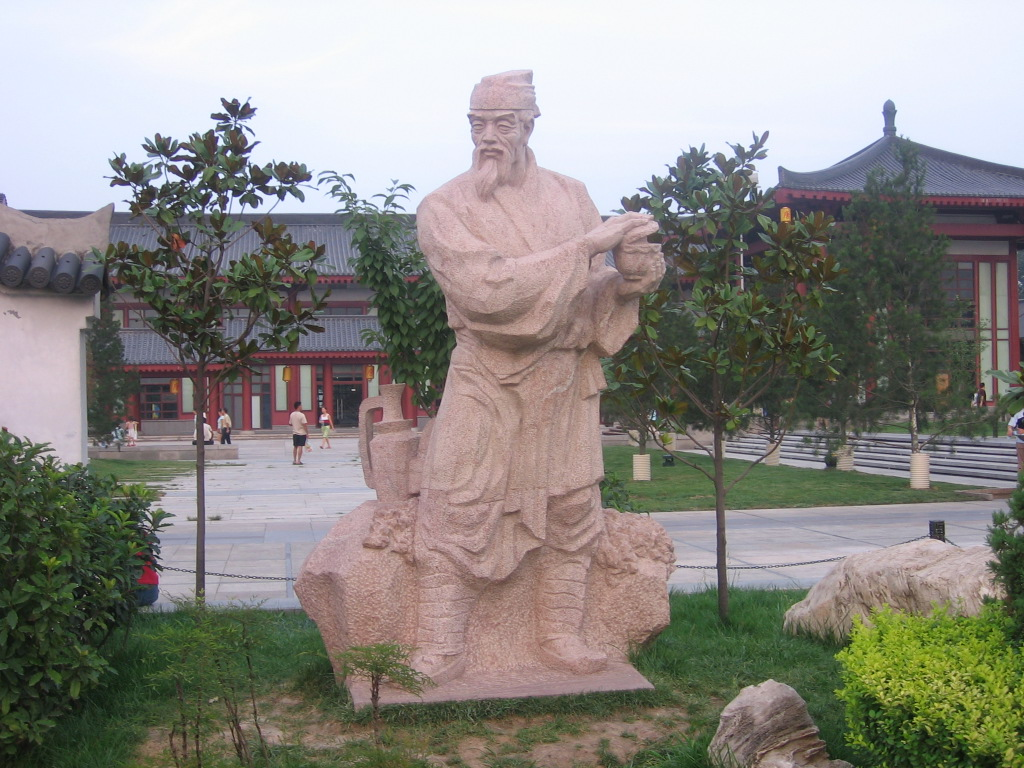

تاريخ الشاي في الصين طويل ومعقد، وقد تمتع الصينيون بالشاي لآلاف السنين. وأشاد العلماء بهذا المشروب كعلاج لمجموعة متنوعة من الأمراض واستهلك النبلاء نوع فاخر من الشاي أما الناس العاديين فتمتعوا بالشاي بنكهته البسيطه، في عام 2016 تم الكشف عن أول دليل مادي معروف من الشاي في ضريح الإمبراطور جينغ هان في شيان، مشيراً إلى أن الشاي من نوع كاميليا شرب من قبل أباطرة أسرة هان في أوائل القرن الثاني قبل الميلاد.  

## معتقد شاي الروز
وفقا للأسطورة تم اكتشاف الشاي لأول مرة من قبل الإمبراطور الصيني الأسطوري وطبيب الأعشاب شينونغ في سنه 2737 قبل الميلاد. [2] ويقال إن الإمبراطور كان يحب أن يشرب ماء مغلي قبل شرب الشاي حتى تكون نظيفة وهذا ما يفعله خادمه له، وفي يوم من الأيام في رحلة إلى منطقة بعيدة توقف هو وجيشه للراحة وبدأ خادمه يغلي الماء له ليشربه فسقطت ورقة شاي برية ميتة في الماء فتحول للونه بني، ولكن لم يلاحظ الخادم الاختلاف ولم يلاحظها أحد وقدمه إلى الإمبراطور على أي حال فشربه الإمبراطور ووجده منعشا جدا، وهنا اتت بداية شاي تشا في الوجود. [بحاجة لمصدر]  
وفي القاموس الصيني في القرن الثالث قبل الميلاد المؤرخ “اريا” سجل أن  نوع من الأوراق كان يستخدم كمشروب في وقت مبكر من سلالة تشو (1046-256 قبل الميلاد). [3]
في حين أن الشاي في الماضي استخدم كعشبة طبية مفيدة للبقاء مستيقظا، ولدى الصين أقدم سجلات شرب الشاي، استخدام الشاي المسجل في تاريخه يعود إلى الالف الأولى قبل الميلاد. اسرة هان (206 قبل الميلاد -220 م) تستخدم الشاي كدواء وكمشروب سكر للمتعة في المناسبات الاجتماعية حيث يعود إلى عهد أسرة تانغ عام (618-907 م) أو قبل ذلك.   

## تمثال لو يو في شيان

### كلاسيكية الشاي "茶經"
وفقا للكاتب لتشان جونق حول سي 760، كان شرب الشاي مشهوراً ومنتشراً على نطاق واسع. ويصف أيضا الكتاب كيفية زراعة نباتات الشاي، وكيف يعد كمشروب وكيف يتم تقييم الشاي  ويناقش الكتاب أيضا أين تم إنتاج أفضل أوراق الشاي.
في هذا الوقت من تاريخ الشاي، كانت طبيعة المشروبات وأسلوب إعداد الشاي مختلفة تماما عن الطريقة التي نعرف بها الشاي اليوم. كان يتم تجهيز أوراق الشاي مضغوطة على شكل كعك.وكان يسمى بشاي الطوب في قصر الهون الحجري يتم إضافة الماء الساخن إلى أوراق الشاي المضغوطة على شكل كعك والمطحونة ويتم غليه في غلاية خزف وتقديمة كمشروب ساخن.
كان يتم إنتاج الشاي على شكل مضغوط والمشار إليه باسم الشاي الأبيض يعود إلى عهد أسرة تانغ (618-907 م). يتم قطف هذا الشاي الأبيض الخاص بتانغ في أوائل الربيع عندما تكون شجيرات الشاي وفيرة النمو والتي تشبه الإبر الفضية وتستخدم في أول ازدهارها كمادة خام لعمل الشاي المضغوط.
الشاي يعتبر عنصر هام في الثقافة الصينية والمذكورة في الضروريات (الصينية) السبع في الحياة اليومية كما تم استخدام الشاي كعلاج للإسترخاء.
في عام 1753 وصف لينيوس النبات كنوع واحد، بعده ثي سينينسيس وجد نوعين اخرين وهم ثي بوهيا وثي فيريديس (يزرعون في الصين) ويعتقد قديما أن هذه كانت أصول الشاي الأسود والأخضر  

## التحميص والتخمير

### تحميص الشاي
تبخير اوراق الشاي هي طريقه استخدمت في الاساس لاعداد الشاي لعدة قرون وبعد فتره من الانتقالات للشاي المضغوط تغير إنتاج الشاي مرة أخرى لأغراض التجارة والتوزيع. تعلم الصينيون عمل الشاي بطريقة مختلفة في منتصف القرن الثالث عشر فتم تحميص أوراق الشاي بدلا من تبخيرها وهذا هو الأصل لشاي اليوم العادي ولأصل ممارسة الشاي المخمر. 

### التخمير
بعد قطف الشاي يتعرض إلى ما يسمى ب ” التخمير" وهذه العملية ليست في الواقع تخمير بل هي عملية لا هوائية، وعوضا عن استخدام الأكسدة بالأنزيمات من البوليفينول في أوراق الشاي يستخدم ثيافلافينس وثياروبيجينز لتليين الشاي. [4] عندما تكون أوراق الشاي جافة، يتوقف التخمر مما يسمح ببعض التحكم في العملية عن طريق التلاعب بمعدل التجفيف أو إضافة الماء بعد التجفيف كما يمكن توقف عملية التخمير بسبب الحرارة، على سبيل المثال طريق تبخير أوراق الشاي أو تجفيفها من خلال تقنية تعرف باسم "شاكنغ" (殺青) في القرن السابع عشر أحرزت الصين تقدما كبيرا في إنتاج الشاي في الجزء الجنوبي من الصين فكانت أوراق الشاي مجففة بالشمس ونصف مخمرة تنتج شاي أولونغ أو بما يعرف ب "شاي التنين الأسود" ومع ذلك لم يكن هذا الأسلوب شائعا في بقية الصين. فكان الشاي يستخدم لأغراض طبية وغالبا ما يضاف الملح لتغيير طعمه المر. 

## الشاي في الأساطير
في كتاب للكاتب لو يو عن كلاسيكيه الشاي أو مايسمى بتشا جينغ (经 经)، «الشاي كمشروب نشأ مع شينونغ».
وفي كتاب اسمه الدواء أو مايسمى بشينونغ بن تساو جينغ (本草 经 经) أن «شينونغ ذاق المئات من الأعشاب، وصادف اثنين وسبعين  نوع من أنواع السموم يوميا واستخدم الشاي كترياق»
في الأسطورة الصينية، توفي شينونغ في تي هيل (تشالينغ مقاطعة)، هونان. 

## أصول نبات الشاي في الصين
في سنه 760 م لو يو كتب: الشاي هو شجرة كبيرة من الجنوب، وطولها من واحد أو اثنان “تشي” وتصل إلى عشرات “تشي” وبعضها ينمو مع محيط يصل إلى مترين (6.6 قدم).
ويلسون في استكشافه لمنطقة جنوب شرق الصين اكتشف شجيرات الشاي التي  تصل إلى عشرة أقدام في الجبال في سيتشوان
في عام 1939، اكتشف علماء النبات شجرة الشاي البري وطولها 7.5 متر (24.6 قدما) في منطقة وشوانغ بمقاطعة قويتشو.
في عام 1940، على جبل النسر القديم في مقاطعة وشوانغ تم اكتشاف شجرة الشاي البري طويلة القامة طولها6.6 (21.7) متر.
في عام 1957، تم اكتشاف شجرة الشاي البرية وطولها 12 متر (39.4 قدم) في مقاطعة تشيشوي قويتشو.
في عام 1961، تم العثور على شجره عمرها ألف وسبعمائة سنة، وطولها ثلاثين متر (105 قدم) أيضا ثم العثور على شجرة شاي برية عريضة في غابات اليوننان المطيرة وطولها وأكثر من متر واحد (3.3 قدم) وهذه الشجرة تعتبر ملكة أشجار الشاي.
في عام 1976، تم العثور على شجرة الشاي البرية 13 متر (42.3 قدم) في مقاطعة دوزين، في جبل على ارتفاع 1400 متر (4600 قدم).
تم العثور على المزيد من أشجار الشاي البرية في جبال سيتشوان ويوننان، وقويتشو بروفينسيس، واغلبهم كان طولهم أكثر من عشرة أمتار. 

## أصل الكلمة
كان الشاي يسمى ب”تو" (荼) (في الكلاسيكية الصينية القديمة  أو مايسمى بشي جينغ (في كتاب الأغاني)).
وكان يسمى الشاي أيضا ب”جيا" (檟) في الكلاسيكية الصينية القديمة قام يتاليفها “اير يا” خلال وقت مبكر من عهد أسرة هان: "جيا هو المر من تو”. كلمة “تو” اطلقت  من قبل العالم جين، قوه بو (276-324 م):
"تو” هو نبات صغير،  تخمر أوراقه وتحول إلى المشروبات".
وكان الشاي يسمى أيضا «شي» (蔎) في دراسة هان الغربية على اللهجة: فانغ يان.
خلال عهد أسرة هان أخذت كلمة “تو” لفظ جديد وهو «تشا»، بالإضافة إلى النطق القديم «تو».
مقطع «تو» (荼) طور واصبح «تي» في لهجة فوجيان، وبعد ذلك 'تي' أصبحت تطلق على 'الشاي'،
مقطع “شي” (蔎) طور واصبح  «سوه» في مقاطعة جيانغسو، أيضا كلمات سليمان الجليل “ساخ' جائت أيضا من 'هي'.
مقطع «جيا» (檟) طور واصبح  «تشا» و «تشاي» (روسيا والهند).
خلال سلالات سوي وتانغ، أصبح شرب الشاي عرف من الاعراف واسع الانتشار، ثم انتشر غربا إلى “تبت”.
أول استخدام لكلمة تشا بدلا من 'تو' للشاي كان في” لو تشا جينغ” كلاسيكية الشاي في عام 760 م. 

## فترات في تاريخ الشاي الصيني
من عصور ما قبل التاريخ إلى فترة الربيع والخريف (221 قبل الميلاد) استخدمت “تو” كذبيحة في الطقوس والاحتفالات
وفقا للسجل التاريخي الصيني، عام 1000 قبل الميلاد كان هناك بالفعل مزارع للشاي في سيتشوان ويوننان
من نهاية الربيع ولنهاية الخريف إلى  أوائل فتره سلالة هان الغربية، “تو” استخدمت كغذاء نباتي على الطاولة
وفي عهد «يانزي تشونشيو» التاريخي وهو رئيس وزراء تشي سنه (547 قبل الميلاد -490 قبل الميلاد) كان البيض والشاي هو الغذاء الموجود على مائدته.
رسالة شيا تشونغ عن الغذاء: "منذ عهد أسرة جين، وشعب “وو” (الآن مدينة سوتشو) كان يطبخون أوراق الشاي كغذاء، ويطلق عليه مرق الشاي".
من بداية  عهد هان الغربية إلى عهد  هان الغربية الوسطى، “تو” استخدمت كدواء
في أواخر عهد أسرة هان الغربية إلى فترة الممالك الثلاث، كان الشاي من  المشروبات الإمبراطورية
من فترة سلالة “جين” الغربية إلى فتره لسلالة “سوي”، استخدام الشاي كمشروب منتشر ومعروف عند السكان الصينيين
ومن فترة “تانغ” ومابعدها أصبح الشاي واحد من أساسيات الحياة اليومية السبعة. خلال فتره عهد أسرة سونغ الجنوبية راهب ياباني 菴 栄 西 西 إيساي (يوساي): جاء إلى جبل تيانتاي تشجيانغ لدراسة التشان (زين) وهي مايعرف بالبوذية سنه (1168 م). عندما عاد إلى منزله في عام 1193 م، أحضر الشاي من الصين إلى اليابان، وزرعه وكتب أول كتاب ياباني عن الشاي: 養生 記 記، بحث عن شرب الشاي من أجل الصحة. وكانت هذه بداية زراعة الشاي وبداية ثقافة الشاي في اليابان.
في عهد أسرة سونغ، كان الشاي سلعة تصديرية رئيسية، من خلال طريق تصدير الحرير على اليابسة وطريق تصدير الحرير على البحر، فاإنتشر الشاي إلى البلدان العربية وأفريقيا.
في منتصف القرن التاسع، ذكر المسافر سليمان أن الناس في الصين يشربون «ساخ»، ويباع في مدن الإمبراطورية. [بحاجة لمصدر]
يعتقد بعض المؤرخين “ماركو بولو” وجد الشاي في سفره. ويشير المؤرخون الآخرون إلى أن كتاباته لا تذكر الشاي على الإطلاق.
في عام 1559، ذكر “جيوفاني تا راموسيو”ال «تشاي» في «ديل نافيغاتيون إت فياغي»، المجلد 6.
في عام 1579، قدم اثنين من المسافرين الروس “تشا” لروسيا   

## إنتاج الشاي الأبيض الضخم
ينسب الشاي الأبيض الحديث إلى أسرة تشينغ في عام 1796. تم صنع الشاي ووزع كشاي عادي لكي يتم نقعه وشربه، وأنتج أيضا من «تشيتشا»، وهي مجموعة متنوعة من اشجار الشاي وقد اختلف عن الشاي الأخضر الصيني في أن عملية الشاي الأبيض لم تتضمن دمج “دي إنزيمينغ” في عملية التبخير أو حتى عند عمله بالمقلاة على النار
كانت بذور الشاي الأبيض الفضية التي تم إنتاجها من شيشا "شجيرات شاي رقيقة وصغيرة ليس لديها الكثير من الشعر الفضي أو الأبيض.
لم يتم اختيار أصناف محددة من شجيرات الشاي لعمل “البذور الفضية" أو بذور الشاي الأبيض الأخرى حتى عام 1885.
وقد تم اختيار براعم كبيرة  من اوراق الشاي ”الأبيض الكبير"، "الأبيض الصغير" و "نرجس" وهي شجيرات الشاي الأبيض،  وما زالت تستخدم حتى اليوم كمادة خام لإنتاج الشاي الأبيض. وبحلول عام 1891، تم تصدير البذور الكبيرة المغطاة بالفضة البيضاء، وبدأ إنتاج “نبتة عود الصليب” حوالي عام 1922. 

## أول دراسة للشاي
تم الانتهاء من أول دراسة للشاي “تشا جينغ” من قبل أسرة سلالة تانغ لو يو حوالي عام  760 م.  وكان هذا قبل أكثر من أربعمائة سنة  فمن أول دراسة للشاي الياباني من قبل “إيساي” ولا يوجد حتى دراسة هندية قديمة معروفة على الشاي.
كان هناك حوالي مائة دراسة شاي من قبل سلالة تانغ إلى أسرة تشينغ.
اخيرا هذا هو الكنز حول ثقافة الشاي وحاليا بدأت تجذب اهتمام العلماء الغربيين.